# Lil Supa
Lil Supa, de son vrai nom Marlon Luis Morales Santana (né le 8 juillet 1985 à Caracas), est un rappeur vénézuélien. En 2023, il est classé 17e des « 50 plus grands rappeurs de l'histoire du rap hispanophone » par le magazine américain Rolling Stone. Au cours de sa carrière, il utilise plusieurs pseudonymes.

## Biographie
Morales naît à Caracas et vit à Maracay, où il forme son premier groupe, Supremacy,. En 2009, il donne des concerts en Colombie avec le projet Madzilla. Il collabore à l'album Vida (2010) de Canserbero et, quatre ans plus tard, à l'album Original Combination (2014) du rappeur Apache. En 2017, il sort son album Serio, qui lui vaut des acclamations et dont il fait la promotion lors de sa troisième tournée en Europe, se produisant notamment au festival Hip hop al parque en Colombie.
En 2020, il sort Neon, enregistré à Caracas à partir de son téléphone portable et produit par Drama Theme, Oldtape, Sanabria, Nico JP et Kpu. Cette année-là, il sort également l'album Funky Fresco avec Akapellah et collabore à l'album Apache.
En 2023, il écrit avec Akapellah la chanson originale de l'équipe nationale de football du Venezuela, La Vinotinto, Nunca menos,. En janvier 2024, il est classé 17e par Rolling Stone parmi les « 50 plus grands rappeurs hispanophones ». Après cela, il commence sa tournée Otra Vez Tour en Colombie, où il se produit en Espagne, au Chili, en Argentine et en Colombie. En 2024, il est nommé pour un Latin Grammy dans la catégorie « meilleure chanson rap/hip-hop » avec La sabia escuela.

## Discographie partielle
- 2003 : Supremacy HipHop Clan: Simplemente Underground (avec Dann Niggaz)
- 2011 : SenciLLo
- 2012 : Claro (EP)
- 2017 : Serio
- 2018 : Hecatombe (avec La Maldita Infamia)
- 2019 : Era (avec Ray One)
- 2020 : Funky Fresco (avec Akapellah)
- 2020 : Oceánica (EP) (Elio Toffana et Dano Ziontifik)
- 2023 : Metal (avec 3m5 et Nichess One)